# -MOTTO-
「-MOTTO-」（もっと）は、近藤真彦の48作目のシングル。
2009年12月13日発売された。発売元はソニー・ミュージックレコーズ。

## 概要
前作から1年振り、近藤のデビュー日、12月12日翌日に発売されたデビュー30周年記念シングル。発売日は従来の水曜日ではなく日曜日であった。
H.I.S.30周年TV-CMイメージソング。
2009年12月31日「ジャニーズカウントダウンライブ 2009-2010」では、近藤のバックで、同事務所の後輩、TOKIO、V6、KinKi Kids、嵐、KAT-TUN、ジャニーズJr.など総勢100人近くがJr.時代以来、久しぶりにダンスを披露。TOKIOはバンド形態のため、本曲を演奏した。1年後の「ジャニーズカウントダウンライブ 2010-2011」でも同曲が披露された。

## 収録曲
1. -MOTTO-
  - 作詞：安田信二, 春和文／作曲・編曲：安田信二
2. ZERO
  - 作詞・作曲・編曲：宮崎歩
3. -MOTTO-（original karaoke)
4. ZERO （original karaoke）